# Ioannis Antoniou
Ioannis Antoniou (griechisch Γιάννης Αντωνίου, * 27. Januar 1995 in Lamia) ist ein griechischer Skirennläufer.

## Karriere
Antoniou gab sein internationales Renndebüt am 24. Januar 2011 bei einem FIS-Slalom in Witoscha. Sein erstes internationales Großereignis bestritt er im darauffolgenden Jahr bei den Juniorenweltmeisterschaften in Roccaraso, wobei er mit Platz 44 im Slalom seine beste Platzierung erreichte. 2013 nahm er erstmals an Alpinen Skiweltmeisterschaften teil. Bei den Wettkämpfen in Schladming belegte er im Riesenslalom den 75. Rang. Zu Saisonabschluss wurde er erstmals griechischer Meister im Slalom sowie Vizemeister im Riesenslalom.
2014 wirkte er als Fackelträger bei der Entzündung des Olympischen Feuers für die Spiele in Sotschi mit.
Abgesehen von internationalen Großereignissen startet Antoniou hauptsächlich bei FIS- und Citzienrennen sowie bei diversen nationalen Meisterschaften in Europa.
Am 24. Februar 2019 startete Antoniou beim Slalom von Bansko erstmals bei einem Weltcuprennen, wobei er bereits im ersten Durchgang ausschied.
Sein bestes Ergebnis bei einem internationalen Großereignis erzielte er 2022 bei den Olympischen Winterspielen in Peking mit dem 29. Platz im Slalom.

## Erfolge

### Olympische Winterspiele
- Pyeongchang 2018: 46. Riesenslalom, DNF Slalom
- Peking 2022: 29. Slalom, DNF Riesenslalom

### Weltmeisterschaften
- Schladming 2013: 75. Riesenslalom, DNQ Slalom
- Vail/Beaver Creek 2015: 81. Riesenslalom, DNF Slalom
- St. Moritz 2017: 63. Riesenslalom, DNQ Slalom
- Åre 2019: 74. Riesenslalom, DNF Slalom
- Cortina d’Ampezzo 2021: DNF Riesenslalom, DNF Slalom
- Courchevel/Méribel 2023: DNF Riesenslalom, DNF Slalom
- Saalbach 2025: DNF Riesenslalom, DNF Slalom

### Juniorenweltmeisterschaften
- Roccaraso 2012: 44. Slalom, 64. Riesenslalom, 65. Super-G
- Jasnà 2014: DNF Riesenslalom, DNF Slalom, DNS Super-G, DNS Super Kombination
- Hafjell 2015: 45. Slalom, 61. Riesenslalom, DNS Alpine Kombination
- Sotschi 2016: 27. Slalom, 37. Riesenslalom, 61. Super-G, DNF Alpine Kombination

### Far East Cup
- 3 Platzierungen unter den besten 20

### Europäisches Olympisches Winter-Jugendfestival
- Brașov 2013: 47. Riesenslalom, DNF Slalom

### Weitere Erfolge
- 25 Siege bei FIS-Rennen
- Griechischer Meister im Riesenslalom (2017, 2019)
- Griechischer Meister im Slalom (2013, 2015, 2017, 2018, 2023)
- Griechischer Vizemeister im Riesenslalom (2013)
- Griechischer Vizemeister im Slalom (2021)